# Georges Palante
Georges Toussaint Léon Palante (* 20. November 1862 in Saint-Laurent-Blangy (Département Pas-de-Calais, Frankreich); † 5. August 1925 in Hillion, Département Côtes-d’Armor) war ein französischer Philosoph, Autor und Anarchist.

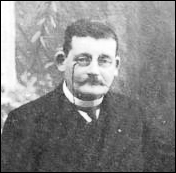
Georges Palante 1914

## Leben
Palante besuchte verschiedene Schulen und Universitäten, unter anderem in Arras (1879) und 1881 in Paris die Lycée Louis-le-Grand. Er bekam ein Stipendium für Philosophie an der Universität von Douai (1883 bis 1885). Als Philosophielehrer hatte er 1885 eine Anstellung in Aurillac und von 1886 bis 1888 am Gymnasium von Châteauroux.
Palante wurde früh vor allem durch Friedrich Nietzsche beeinflusst und war international einer der ersten „Linksnietzscheaner“. Unter den späteren Einflüssen sind vor allem Max Stirner und Sigmund Freud zu nennen. Auch soll ihn das Buch La philosophie du bovarysme von Jules de Gaultier stark beeindruckt haben. Von dem deutschen Pädagogen und Philosophen Theobald Ziegler übersetzte Palante 1893 das Werk La Question sociale est une question morale. 1900 begann er seine ersten Arbeiten in Zeitschriften zu publizieren. Unter anderem schrieb er bis 1916 für die Revue philosophique de France et de l'étranger, und von 1911 bis 1923 vertrat er Gaultier bei der Revue du Mercure de France. Ab 1901 erschienen verschiedene Essays und Studien, die sich oft mit Problemen des Individualismus auseinandersetzten, so Combat pour l'individu (1904), Sensibilité individualiste (1908), Pessimisme et individualism (1914) und andere.
1908 kandidierte Palante bei den Gemeinderatswahlen in Saint Brieuc, wurde jedoch nicht gewählt. Eine weitere Kandidatur, 1919, war ebenfalls erfolglos.
Palante war zweimal verheiratet und Vater einer Tochter. Er starb 1925 durch Suizid.
Ein Schüler Palantes, der erfolgreiche Schriftsteller Louis Guilloux, gestaltete die Hauptfigur „Cripure“ des in mehrere Sprachen übersetzten biographischen Romans Schwarzes Blut nach seinem Lehrer.

## Denken
Palantes Weltanschauung war geprägt durch einen „radikalen Individualismus“. Er sah die etablierte Gesellschaft als eine „Zwangsjacke“ für den einzelnen Menschen innerhalb des Staatswesens. Die Demokratie und Theokratie lehnte er als Gesellschafts- und Staatsform ab. Jede durch Gewalt und Machtmissbrauch aufrechterhaltene Form des Zusammenlebens war ihm suspekt. Durch seine Zweifel, dass eine „ideale (freie) Gesellschaft“ jemals entstehen könne, oder dass das Individuum der Träger einer solchen werden könnte, wurde Palante auch in der Nähe des Nihilismus gesehen.
Palantes Ideen beeinflussten Autoren wie Louis Guilloux, Jean Grenier und Michel Onfray. Onfray, der inzwischen weltbekannte Philosoph eines hedonistischen Materialismus, begann seine steile Karriere als außer- und gegenakademischer Denker 1989 mit einer Monographie über den völlig in Vergessenheit geratenen „Nietzschéen de gauche“ Palante.

## Schriften(Auswahl)
- L'esprit administratif. In: La Revue socialiste (1900)
- Le dilettantisme social et la philosophie du „Surhomme“. In: Revue Philosophique (1900)
- Précis de sociologie, Alcan (1901)
- Les dogmatismes sociaux et la libération de l'individu. In: Revue Philosophique (1901)
- La mentalité du révolté. In: Mercure de France (1902)
- Combat pour l'individu, Paris, Alcan (1904)
- Anarchisme et individualisme. In: Revue philosophique (1907)
- La Sensibilité individualiste. Paris, Alcan (1909)
- Jules de Gaultier. In: Revue des Idées (1910)
- Les antinomies entre l'individu et la société, Paris, Alcan (1912)
- Pessimisme et individualisme, Alcan (1914)

- Die wichtigsten Werke neu ediert:
- Œuvres Philosophiques, Paris: Coda 2004, 891 pp.  ISBN 2-84967-000-6 (Préface de Michel Onfray)

- Schriften von und über Palante in englischer Übersetzung